# Deltocephalus tobae
Deltocephalus tobae är en insektsart som beskrevs av Matsumura 1901. Deltocephalus tobae ingår i släktet Deltocephalus och familjen dvärgstritar. Inga underarter finns listade i Catalogue of Life.